# Katharina von Zimmern

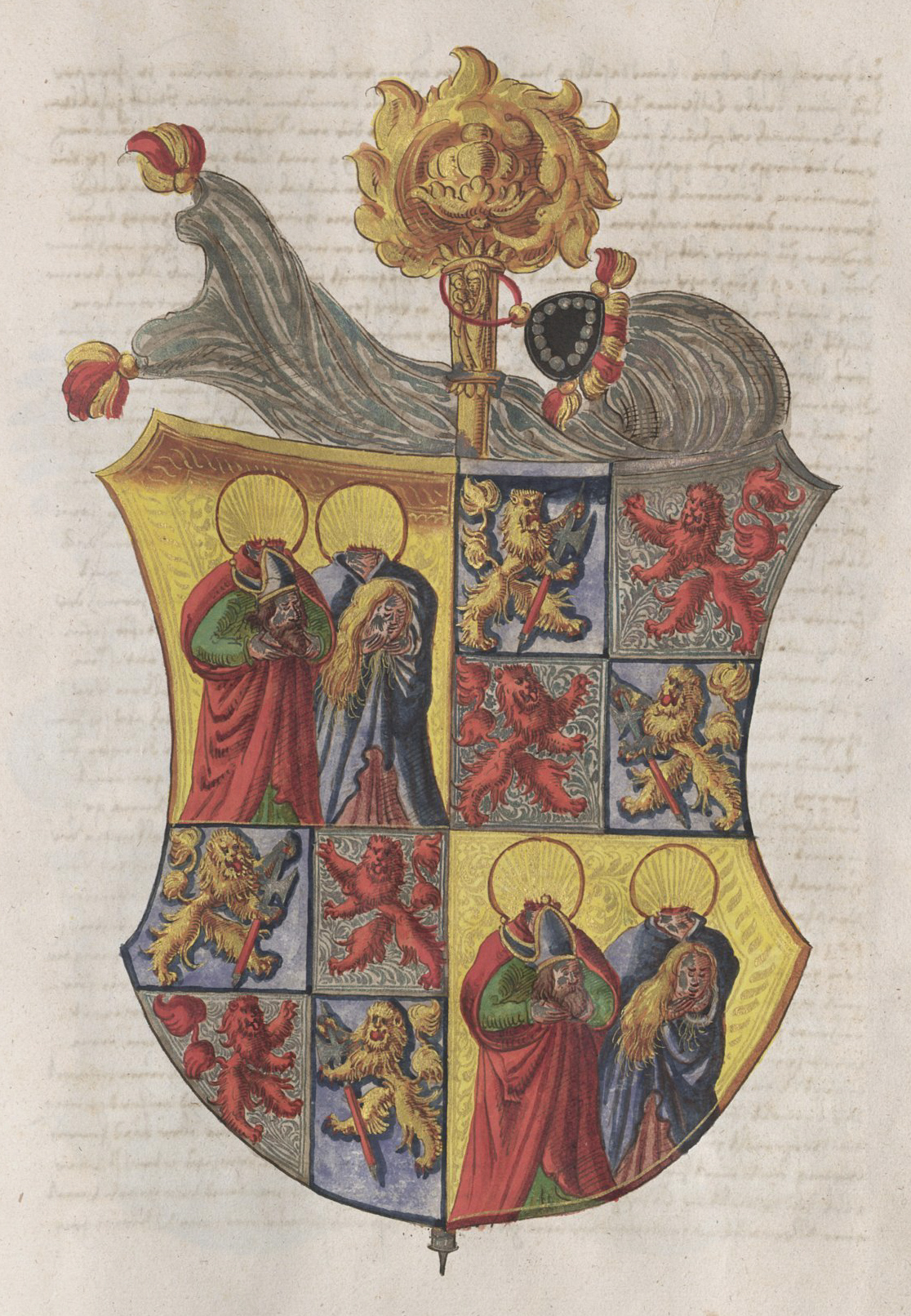
Wappen aus der Zimmerischen Chronik, Handschrift B

Katharina von Zimmern (* 1478 in Meßkirch; † 17. August 1547 in Zürich) war die letzte Äbtissin des Fraumünsterklosters in Zürich. Sie übergab in der Reformation Ende 1524 die Abtei der Stadt Zürich und heiratete Eberhard von Reischach.

## Biografie

### Familie
Laut Familienchronik kam Katharina von Zimmern um 1478 in Messkirch auf die Welt; sie war das vierte Kind von Freiherr Hans Werner von Zimmern und Gräfin Margarethe von Oettingen. Die Freiherren von Zimmern gehörten zu den mittleren Adelsgeschlechtern des südwestdeutschen Raumes und residierten in Messkirch. Ihren Rang verdankten sie vor allem dem Fürstendienst, waren sie doch enge Gefolgsleute der Habsburger. Hans Werner zählte zu den wichtigsten Ratgebern von Erzherzog Sigismund von Österreich.
Als Sigismund 1487 seine Ländereien an die Wittelsbacher abtreten wollte, entmachtete Kaiser Friedrich III. den Erzherzog. Als Sündenböcke wurden die «bösen Räte» des Erzherzogs, unter ihnen Hans Werner von Zimmern, geächtet und verfolgt. Hans Werner flüchtete auf eidgenössisches Gebiet; seine Familie folgte ihm 1491 nach Weesen am Walensee, wo sie in bescheidenen Verhältnissen im Haus zum Bühl lebten.
Erst den Söhnen des um 1496 verstorbenen Hans Werner gelang in der Werdenbergfehde nach 1500 die Rehabilitation samt Rückgewinnung von Messkirch. Als sichtbarstes Zeichen des Aufstiegs wurden die Brüder Katharinas 1538 in den Reichsgrafenstand erhoben.

### Klosterleben
Auf der Flucht und mit einer ungewissen Zukunft vor Augen, vertraute Hans Werner von Zimmern – vielleicht auf Vermittlung des Einsiedler Dekans Albrecht von Bonstetten – seine beiden Töchter Anna und Katharina um 1491 dem Fraumünsterkloster in Zürich an. Die hochadlige Abtei, eine Gründung des karolingischen Königs Ludwig des Deutschen, erlebte trotz ihrem Rang im Spätmittelalter schwere Zeiten. Die Zahl der Nonnen war gering, und die wirtschaftlichen Verhältnisse waren problematisch; Diskussionen um die Lebensführung der Frauen gehörten zur Tagesordnung. Nominell Stadtherrin von Zürich, büsste die Äbtissin ihren politischen Einfluss allmählich ein; im Spätmittelalter kontrollierte vielmehr der Zürcher Rat die Finanzen und damit indirekt auch die Tätigkeit der Konventfrauen.
Die beiden adligen Töchter traten nicht ganz freiwillig in die Abtei ein und nahmen 1494 endgültig den Schleier, was mit dem weitgehenden Verzicht auf das Familienerbe verbunden war. Bereits zwei Jahre später wurde Katharina, etwa 18 Jahre alt, gegen den Widerstand einer Mitschwester zur Äbtissin gewählt. Bis zur Aufhebung des Klosters in der Reformationszeit stand sie der Abtei vor, ohne dass zu ihrer Amtsausübung heute viel bekannt ist. 1524 übergab sie alle Rechte und Besitzungen des Konvents – darunter auch das rechte Sihlufer des Sihlwalds – an die Stadt Zürich. Als Fürstäbtissin pflegte sie einen gehobenen Lebensstil und besass hohes Ansehen. Gleichzeitig kümmerte sie sich erfolgreich um die wirtschaftliche Sanierung ihres Konvents, der weiterhin klein blieb und durchschnittlich kaum mehr als vier bis fünf Frauen umfasste.

### Förderin von Kunst und Kultur
Bleibende Spuren hinterliess Katharina von Zimmern vor allem als Bauherrin und Kunstmäzenin. Sie kümmerte sich nicht nur um eine zeitgemässe Ausstattung der Klosterkirche, die Renaissance-Ausmalung der Marienkapelle um 1515, die Stiftung einer Glocke mit humanistischer Inschrift von 1518/1519, sondern auch um die Modernisierung der Gebäude. Ihr sind vor allem die vielleicht schönsten spätgotischen Innenräume Zürichs zu verdanken: zwei repräsentative, reich dekorierte Zimmer, die heute im Schweizerischen Landesmuseum zu besichtigen sind. Errichtet 1506/1508, enthalten diese beiden Äbtissinnenräume dem Geschmack der Zeit folgend reiche Flachschnitzereien mit zum Teil profan-frivolen Motiven, aber auch mit eigenwilligen Spruchfriesen. Von besonderem Interesse ist das «Motto» WWVWW, das Bezug nimmt auf die fünf Wunden Christi, das der persönlichen Andacht wie Glaubensvergewisserung dient und auf die Auferstehung Christi hinweist.

### Reformation
Als Frau von Bildung und Ansehen dürfte Äbtissin Katharina von Zimmern die theologischen Diskussionen ihrer Zeit aus nächster Nähe erlebt haben. Als eine ihrer ersten Amtshandlungen wählte sie 1496 mit Heinrich Engelhard einen späteren Parteigänger Ulrich Zwinglis zum Leutpriester im Fraumünster. Und Zwingli überreichte ihr mit persönlicher Widmung eine 1523 erschienene Reformationsschrift.
Welchen Anteil die Fürstäbtissin an den kirchlichen Auseinandersetzungen nahm, ist unklar. Deutlich wird jedoch der enge Spielraum in einem von bäuerlichen Unruhen und städtischer Bevormundung geprägten Umfeld. Der Druck der Umstände dürfte Katharina von Zimmern ebenso wie die innere Überzeugung zum letzten, entscheidenden Schritt gedrängt haben: Ende November 1524 übergab sie die Abtei dem reformatorisch gesinnten Rat der Stadt Zürich. Ihren umstrittenen Verzicht auf Amt und Würde rechtfertigte sie mit der «Gestalt der Läufe» und um der Stadt Zürich «grosse Unruhe und Ungemach» zu vermeiden. Darüber hinaus verwies sie auf ihr Gewissen und betonte die Freiwilligkeit ihres Vorgehens. Dem Zürcher Rat war dieser nicht selbstverständliche Schritt viel wert; er sprach Katharina von Zimmern eine grosse Leibrente sowie das Wohnrecht im ehemaligen Kloster zu, das wie andere Gotteshäuser zu einem städtischen Amtshaus umgewandelt wurde.

### Heirat und Eheleben

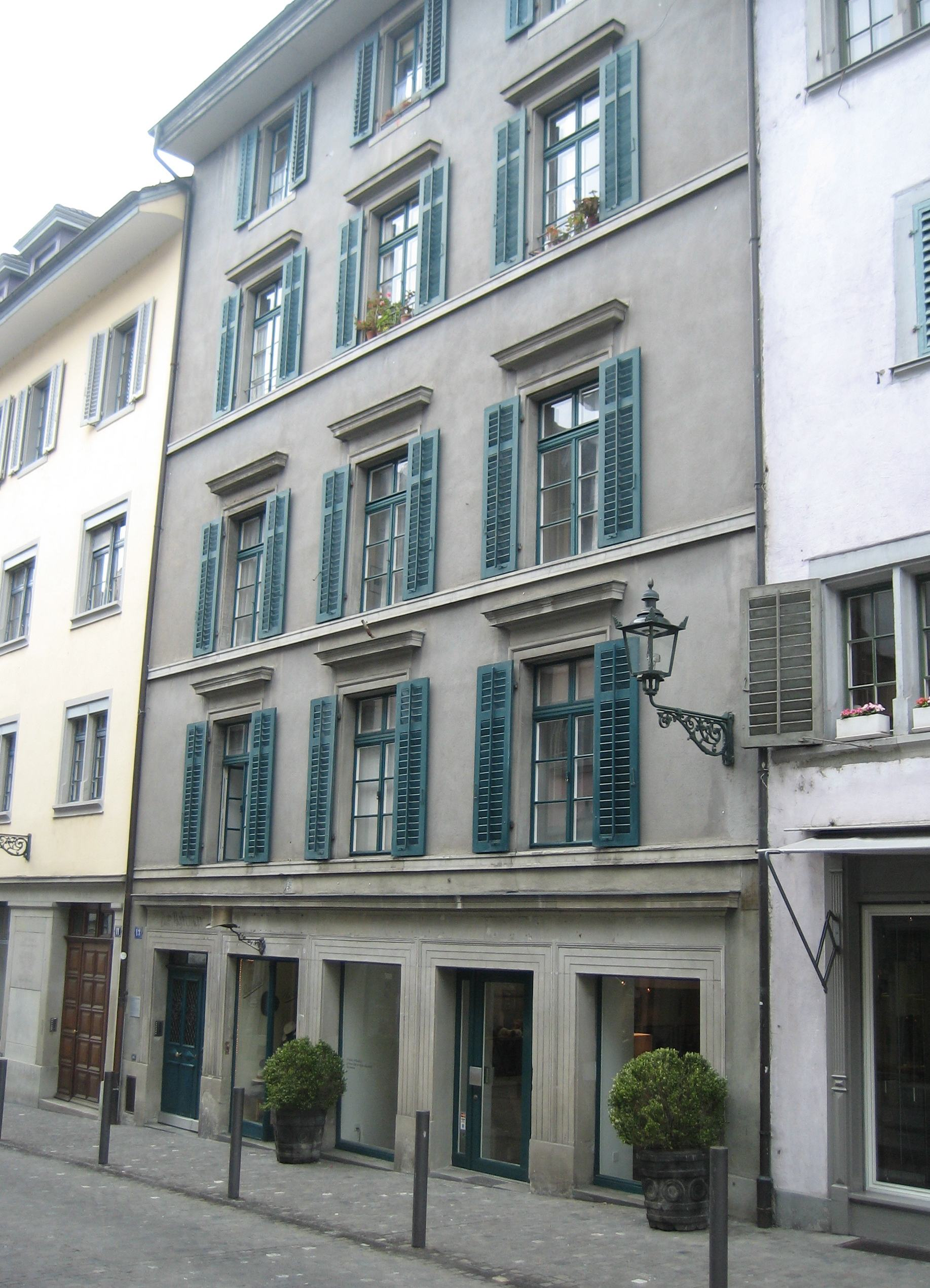
Haus «Zum Mohrenkopf», Neumarkt 13, letztes Wohnhaus Katharinas von Zimmern in Zürich

Kurze Zeit nach Auflösung der Abtei heiratete Katharina Eberhard von Reischach, den sie wohl schon lange kannte. Dessen aus dem Hegau stammende Familie stand seit längerem in Kontakt mit den Freiherren von Zimmern; er selbst war ein enger Gefolgsmann und Söldnerführer des Herzogs von Württemberg. Wegen unerlaubten Kriegsdiensts in Zürich geächtet, lebte Eberhard mit Katharina zuerst in Schaffhausen, später in Diessenhofen. 1529 zog das Ehepaar dank einer Amnestie zurück nach Zürich. An der Seite von Zwingli verlor Eberhard 1531 in der Schlacht bei Kappel sein Leben.
Das Paar hatte mindestens zwei Kinder, einen Sohn (ohne überlieferten Namen) sowie die Tochter Anna, die später den Schaffhauser Junker Hans Heinrich von Mandach heiratete. Eine Tochter hatte sie vermutlich schon in ihrer Zeit als Äbtissin. Bemühungen des Ehepaars, von den Brüdern Katharinas eine finanzielle Entschädigung zu erhalten, fruchteten wenig. Jene pochten vielmehr auf frühere Erbverträge und waren nicht bereit, Katharina in irgendeiner Weise zu unterstützen. Erst kurz vor dem Tod der ehemaligen Äbtissin zeigte ihr Bruder Graf Gottfried Werner von Zimmern ein Einsehen und anerkannte einen Schiedsspruch Zürichs, das ihr eine grössere Summe Geldes zusprach.
Über den pfalzgräflichen Rat Sebastian Uriel Appenzeller, der 1589 in Heidelberg starb, bietet sich ein weiterer Einblick in die Familie Katharinas. Er selbst besass Schriften aus dem Nachlass der Äbtissin, sein Grabmal verweist mit den Ahnenwappen Zimmern und Reischach auf eine direkte Verwandtschaft. Seine Mutter Regula Schwarz heiratete dank der Vermittlung Zwinglis und Vadians um 1525 Sebastian Appenzeller aus St. Gallen und war zweifellos die erste, lange nicht bekannte Tochter Katharinas von Zimmern. Sie muss Anfang des 16. Jahrhunderts heimlich zur Welt gekommen sein, als Katharina bereits als Äbtissin amtete. War der in erster Ehe mit Verena Göldli verheiratete Eberhard von Reischach der Vater, worauf das erwähnte Wappen hinweist?
Das Ehepaar Reischach-Zimmern war in ein Netzwerk eingebunden, das von der Verwandtschaft mit schwäbischen Adligen wie von der Zusammenarbeit mit eidgenössischen Söldnerführern bestimmt wurde. Die Cousine Katharinas, Katharina Truchsessin von Waldburg, zog nach ihrem Rücktritt als Äbtissin in Königsfelden nach Zürich und heiratete 1531 Georg Göldli. Dieses Netzwerk steht auch für eine Annäherung Zürichs an Herzog Ulrich von Württemberg, der 1519 aus dem Herzogtum vertrieben worden war und der mit eidgenössischer, vor allem zürcherischer Hilfe mehrmals eine Rückeroberung versucht hatte. Zwinglis Bemühungen um eine antikaiserliche Allianz und um eine Ausweitung des zürcherisch-reformierten Einflusses in Süddeutschland förderten direkte Kontakte mit dem Herzog, wobei Eberhard von Reischach zweifellos eine vermittelnde Rolle spielte. Allen gemeinsam ist das Leben zwischen unterschiedlichen Welten: Die Orientierung am neuen Glauben schloss enge Kontakte zu Katholiken nicht aus, während humanistische Interessen und Solddienst Hand in Hand gingen.

### Letzte Lebensjahre und Tod
Nach dem Tod ihres Mannes auf dem Schlachtfeld lebte Katharina zurückgezogen in Zürich. Gegen eine Abfindung verzichtete sie 1536 auf das Wohnrecht im Fraumünsterkomplex und kaufte das Haus «zum Bracken», ehe sie 1540 das Haus «Zum Mohrenkopf» am Neumarkt erwarb. Sie stand weiterhin in hohem Ansehen; so gehörte sie der Gesellschaft zur Constaffel an und übernahm bei Taufen in der Oberschicht die Patenschaft, wo sie noch 1545 als «Äbtissin» bezeichnet wurde. Am 17. August 1547 starb sie im Alter von gegen 70 Jahren. Ihr Erbe ging an die Tochter Anna, die in zweiter Ehe mit Vinzenz Spiegelberg aus Schaffhausen verheiratet war.
Das Bild der Fraumünsteräbtissin war lange von der wenig vorteilhaften Schilderung in der Zimmerischen Chronik geprägt. Der Chronist Froben Christoph warf seiner Tante vor, «unloblich» auf die Abtei verzichtet und sich dann ohne Wissen und Willen der Brüder ausserhalb des Standes verheiratet zu haben. In Zürich hingegen stiess die Abdankung 1524 naheliegenderweise auf grosse Anerkennung; die dahinterstehende Person hingegen ging langsam vergessen.

## Denkmal und Ehrung
In Zusammenhang mit einem ökumenischen Kirchenprojekt wurde Katharina von Zimmern in den 1980er-Jahren erneut entdeckt und danach breit gewürdigt. Seit 2004 erinnert das vom «Verein Katharina von Zimmern» initiierte Denkmal der Künstlerin Anna-Maria Bauer (* 1947) im ehemaligen Kreuzgang der Fraumünsterabtei an die langjährige Zürcher Fürstäbtissin.

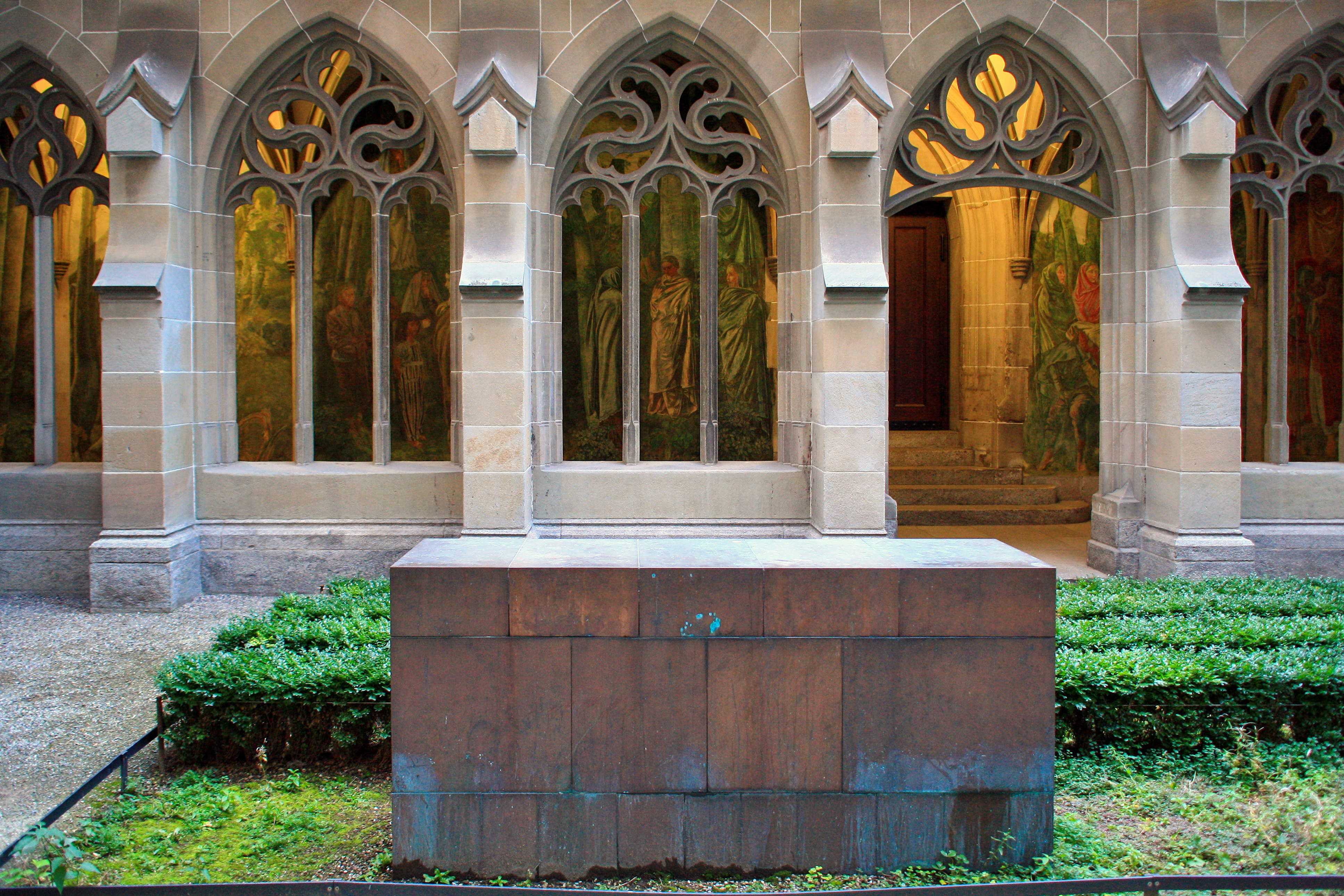
Denkmal im Kreuzgang des Fraumünsters

Das Denkmal besteht aus 37 Blöcken aus insgesamt 11 Tonnen Kupfer. Das auf Zypern im Mittelmeerraum zuerst entdeckte Metall wird mit der Göttin Venus assoziiert und gilt als das Metall der Frauen und wurde deshalb als Material für das Denkmal gewählt. Die Blöcke wurden so angeordnet, dass sie den Flächen auf dem Panzer einer Schildkröte entsprechen. Die Schildkröte wiederum wurde von der Künstlerin als Symbol für die siebenhundertjährige Geschichte der Abtei Fraumünster ausgewählt. Die Form kann mit einem Altar (das Zentrum einer Kirche vor der Reformation), einem Tisch (um den die Chorfrauen sassen) oder einem Sarkophag (die Chorfrauen hatten den Aufstellungsort auch als Friedhof genutzt) assoziiert werden.

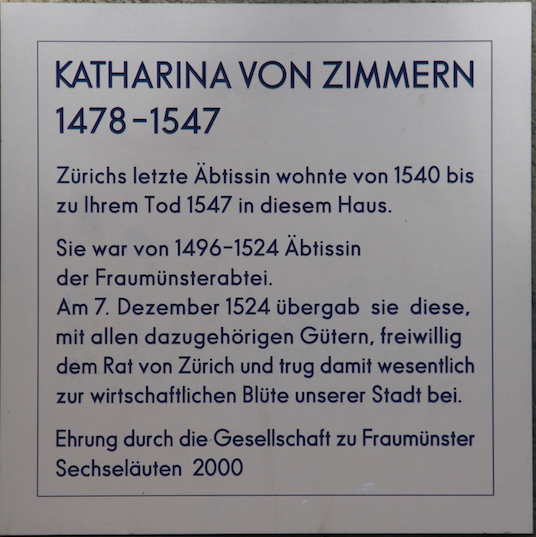
Ehrung der Gesellschaft zu Fraumünster, Sechseläuten 2000, Gedenktafel von Katharina von Zimmern am Haus «Zum Mohrenkopf» am Neumarkt 13 in Zürich

Katharina von Zimmern wurde anlässlich der jährlichen Frauenehrung am Sechseläuten 2000 von der Gesellschaft zu Fraumünster geehrt. Ihre Gedenktafel befindet sich am Haus «Zum Mohrenkopf» am Neumarkt 13 in Zürich, wo sie zwischen 1540 und 1547 lebte.